# Gianpaolo Pizzetti
Pour les articles homonymes, voir Pizzetti.
Gianpaolo Pizzetti (né en 1961) est un astronome amateur Italien.
Le Centre des planètes mineures le crédite de la découverte de quatre astéroïdes, effectuée entre 2005 et 2009, toutes avec la collaboration de Marco Micheli ou d'Andrea Soffiantini.
L'astéroïde (233559) Pizzetti lui a été dédié.
| (177853) Lumezzane      | 5 août 2005  |
| (229836) Wladimarinello | 28 août 2009 |
| (352148) Tarcisiozani   | 4 août 2007  |